# Kazuo Hasegawa
Kazuo Hasegawa (長谷川 一夫, Hasegawa Kazuo) (27 de fevereiro, 1908; 6 de abril, 1984) foi um ator de filmes japonês. Ele apareceu em 290 files entre 1927 e 1963.

## Filmografia
Filmografia de Kazuo Hasegawa inclui (incompleto):
- (十字路 Jujiro) também conhecido como Crossroads, Crossways, Shadows of the Yoshiwara ou Slums of Tokyo (1928)
- The Tale of Genji (1951)
- Dedication of the Great Buddha (1952)
- Gate of Hell (1953)
- The Crucified Lovers (1954)
- Zenigata Heiji: Ghost Lord (銭形平次捕物控　幽霊大名 Zenigata Heiji Torimono-Hikae: Yūrei Daimyō) (1954)
- (藤十郎の恋 Tōjūrō no Koi) (1955)
- Tsukigata Hanpeita: Hana no maki; Arashi no maki (1956)
- (残菊物語 Zangiku monogatari) (1956)
- Nichiren to mōko daishūrai (1958)
- The Loyal 47 Ronin (忠臣蔵 Chūshingura) (1958)
- An Actor's Revenge (1963)